# Yeomchang (métro de Séoul)
Yeomchang (en coréen : 염창역) est une station, de passage, de la ligne 9 du métro de Séoul. Elle est située, 282-22 Yeomchang-dong, dans l'arrondissement de Gangseo-gu, à Séoul en Corée du Sud.
Ouverte en 2009, elle est desservie par les rames omnibus et express qui circulent sur la ligne 9.

## Situation sur le réseau

Plan du réseau (2023)

## Histoire
La station de passage Yeomchang, de la ligne 9, est mise en service le 24 juillet 2009 lors de l'ouverture à l'exploitation de la première section de la ligne 9, de Gaehwa à Sinnonhyeon.

## Services aux voyageurs

### Desserte

Installations
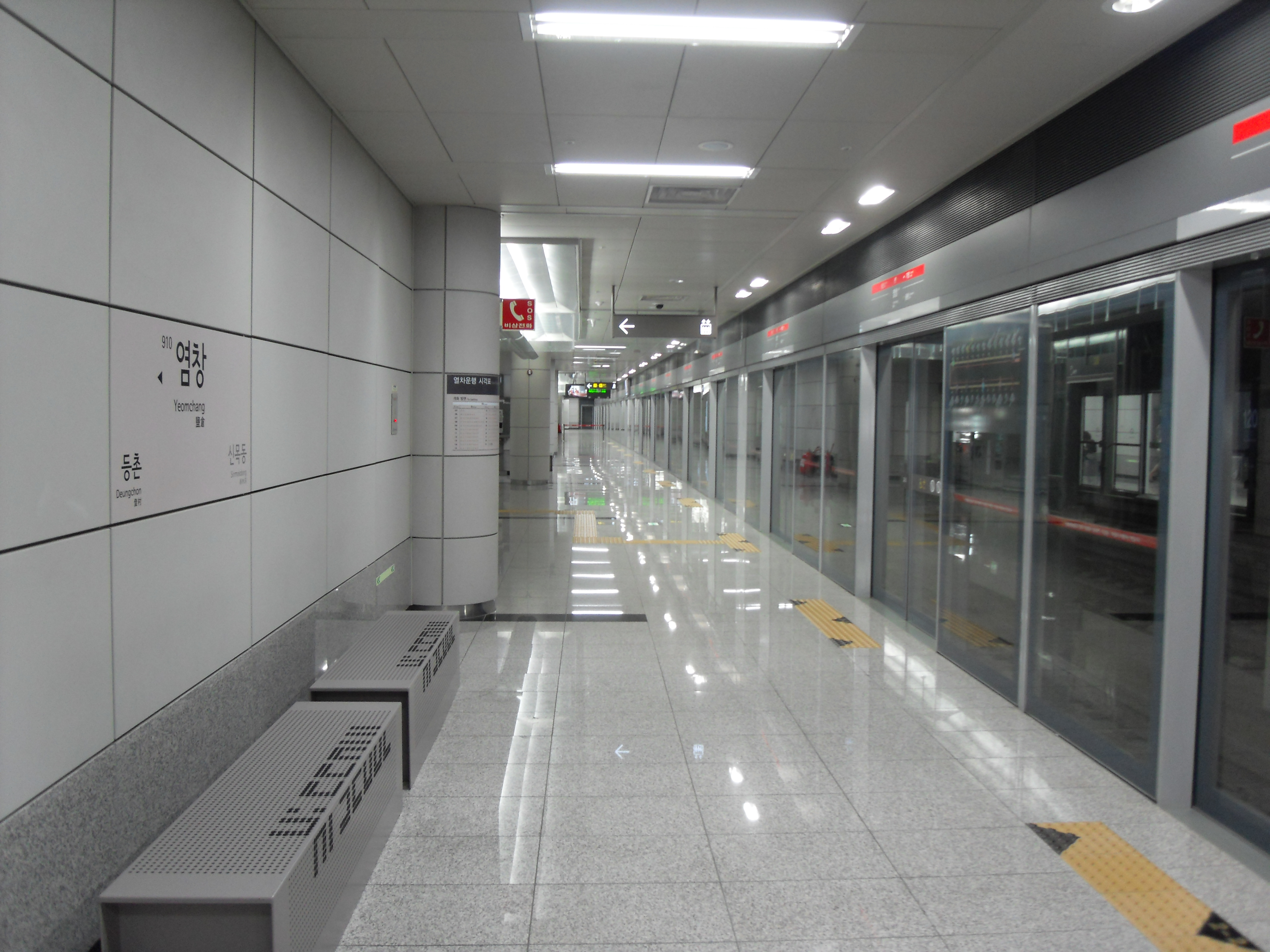
En 2009.